# Wataru Ise
Wataru Ise (japanisch 伊勢 渉 Ise Wataru; * 18. Juli 1996 in der Präfektur Hyōgo) ist ein japanischer Fußballspieler.

## Karriere
Ise erlernte das Fußballspielen in der Schulmannschaft der Kobe International University High School und der Universitätsmannschaft der Komazawa-Universität. Seinen ersten Vertrag unterschrieb er 2019 beim Honda Lock SC. Der Verein aus Miyazaki spielte in der vierten japanischen Liga, der Japan Football League. 2020 wechselte er für zwei Jahre nach Hachinohe zum Drittligisten Vanraure Hachinohe. Für Hachinohe stand er 16-mal in der dritten Liga auf dem Spielfeld. Im Januar 2022 unterschrieb er in Nara einen Vertrag beim Viertligisten Nara Club. Am Ende der Saison 2022 feierte er mit dem Verein die Meisterschaft und den Aufstieg in die dritte Liga.

## Erfolge
Nara Club
- Japanischer Viertligameister: 2022  ▲